# اتيغور رحمن فهد
اتيغور رحمن فهد (بالبنغالية: আতিকুর রহমান ফাহাদ) هو لاعب كرة قدم بنغلاديشي في مركز الوسط، ولد في 15 سبتمبر 1995 في شيتاغونغ في بنغلاديش. لعب مع Abahani Limited Dhaka ‏.

## وصلات خارجية
- اتيغور رحمن فهد على موقع قاعدة بيانات كرة القدم.إي يو (الإنجليزية)
- اتيغور رحمن فهد على موقع ناشيونال فوتبول تيمز (الإنجليزية)
- اتيغور رحمن فهد على موقع Soccerway.com (الإنجليزية)
- اتيغور رحمن فهد على موقع عالم كرة القدم.نت (الإنجليزية)